# بلائوکا ماروواتو
بلائوکا ماروواتو (به لاتین: Belaoka Marovato) یک منطقهٔ مسکونی در ماداگاسکار است که در بخش انداپا واقع شده‌است. بلائوکا ماروواتو ۸٬۴۶۳ نفر جمعیت دارد و ۵۱۷ متر بالاتر از سطح دریا واقع شده‌است.